# クールマイ戦闘団
クールマイ戦闘団（クールマイせんとうだん、フィンランド語: Lento-osasto Kuhlmey、ドイツ語: Gefechtsverband Kuhlmey）は継続戦争におけるドイツからフィンランドへの援軍の一団である。
隊長はクルト・クールマイ。
クールメイ戦隊と表記されることもある。

## 概要
フィンランドには1944年6月16日に到着した。6月末からの赤軍によるカレリア攻勢において、フィンランド軍元帥カール・グスタフ・エミール・マンネルヘイムの要請を受けて戦争に加わった。
Fw-190やJu-87を中心とする約70機の部隊であり、延べ2700回の出撃を行い、約700tの爆弾を投下した。特にタリ＝イハンタラの戦いにおいてはフィンランドの限定的勝利に大きく貢献した。
ソ連によるカレリアへの組織的な大攻勢は7月13日を以って下火になり、クールマイ戦闘団は8月14日にはエストニア方面へ撤収し解散したが、クールマイらはその後ドイツ軍に復帰し、終戦まで戦い抜いている。

## 主な装備
- Fw-190A-6
- Fw-190F-3
- Ju-87D-5
- Bf-109G-8

## 戦果
- 航空機撃墜 107機
- 戦車破壊 111輌
- トラック破壊 60台 （1944年7月5日時点での発表）

## 損害
- 航空機喪失 27機
- 戦死 23名
- 戦傷 24名